# Kutná Hora
Kutná Hora (németül: Kuttenberg, középkori cseh változata: Hory Kutné ) város Csehországban.
A tengerszint felett 273 m magasan fekszik. Gépgyártása, élelmiszeripara és dohányipara jelentős.
A városközpont 1995 óta az UNESCO által nyilvántartott világörökség része.

## Története
A várost 1276-ban alapították, földje eredetileg a Sedlecben lévő cisztercita kolostorhoz tartozott.[forrás?] A város alapítását többnyire a 13. század monetáris gazdaságához kapcsolják, de a környéken korábban is bányászkodtak. A külszíni ezüstércet valószínűleg már a 10. században felfedezték a szlavnikok, akik apró ezüstérmékkel – dénárokkal – fizettek a közeli Malín településen, ami ma Kutna Hora része. Ezen, „Malin Civitas” feliratú érméket 985-995 táján verhették.
Az ezüst feltárása Antonín szerzetes nevéhez fűződik, aki egész Kutná Hora hírneve és gazdagsága mellett a sedleci Szűz Mária Mennybemenetele-templom építkezésének az anyagi hátterét is biztosította.[forrás?] A város kialakulását az ezüstbányászat alapozta meg a 13. század elején, és rohamos fejlődése a huszita háborúk idejére gazdagságát Prágáéhoz tette hasonlóvá. II. Vencel cseh király olasz bányászokat telepített a városba, és itt verték azokat az úgynevezett prágai garasokat, amelyeket szerte Európában elismertek. Gazdag lelőhelyei miatt a középkorban a Cseh Királyság kincstárának nevezték. Több cseh királynak is volt a székvárosa; 1409-ben IV. Vencel itt írta alá az ún. Kutná Hora-i dekrétumot, amellyel a prágai Károly Egyetemen megerősítette a csehek vezető szerepét.

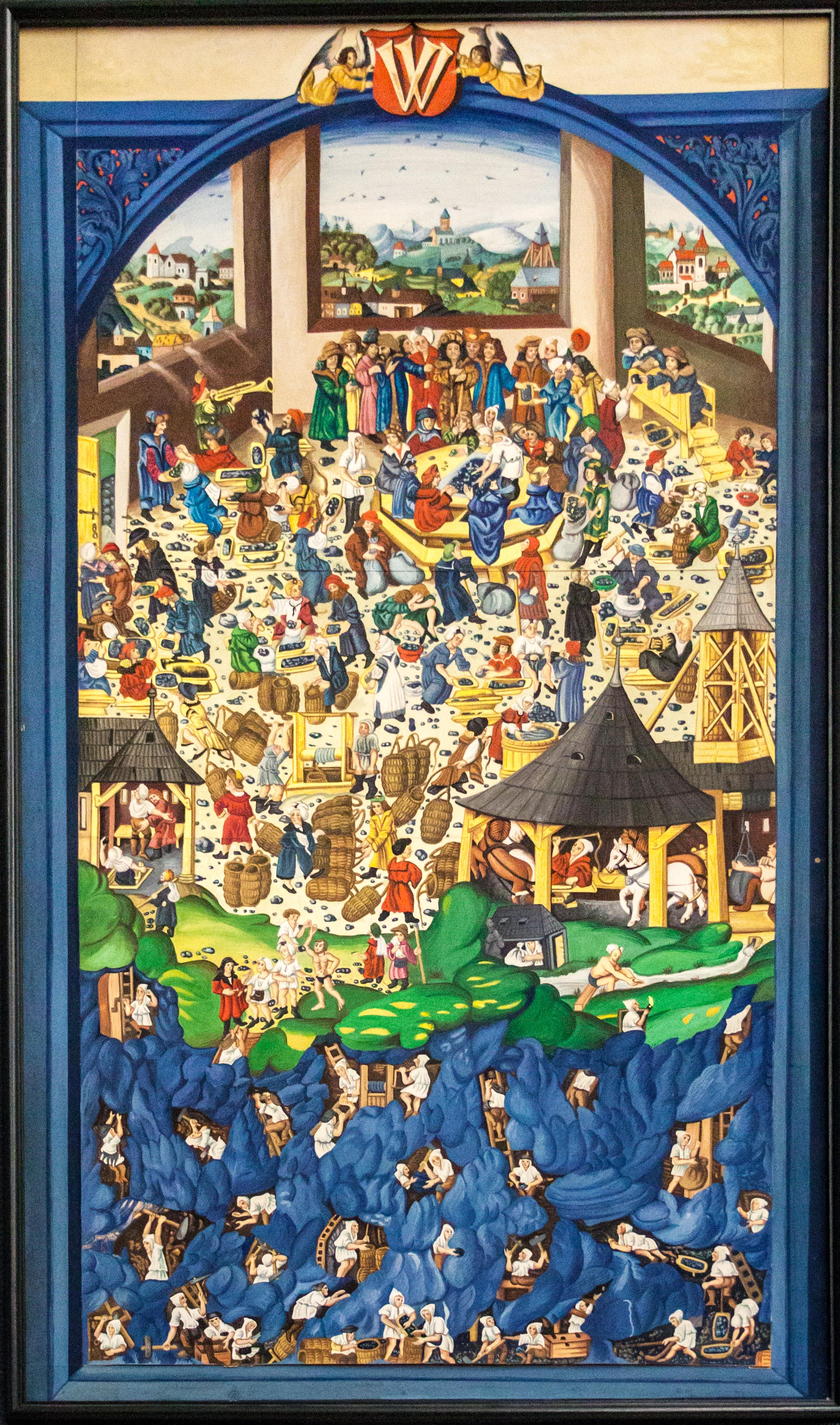
Az ezüstbánya 15. századi ábrázolása a Magyar Nemzeti Múzeumban

1420-ban Luxemburgi Zsigmond innen kiindulva támadta meg – sikertelenül – a táboritákat. A várost ezután Jan Žižka foglalta el és tartotta meg. 1471-ben Kutná Horában választották meg a cseh trónra Jagelló Ulászlót, aki Hunyadi Mátyás halála után II. Ulászló néven magyar királyként is uralkodott.
A legnagyobb  ezüstbánya 1541-ben kimerült, és ezután I. Ferdinánd megvonta a város privilégiumait. Néhány kisebb lelőhelyet a 18. századig műveltek, de ezután a termelés csak a 19. század elejéig teljesen szünetelt. A harmincéves háború és a pestisjárvány mérhetetlen szenvedést hozott. Az elszegényedett város nagy része 1770-ben leégett.
1875-től újra bányásztak ezüstöt a környék hegyeiben, így gazdasága megint fellendült.
A népesség egyre nagyobb növekedésével széles körű mezőgazdaság alakult ki, számos szarvasmarha-tenyésztő telep jött létre Kutná Hora külvárosaiban: Bylanyban, Neskaredicében, Malínban. A Vrchlice folyó és mellékfolyóinak mentén a 14. századtól kezdve fokozatosan egy malomipari negyed is kialakult, az itt letelepedett molnárcsaládok is hamar felismerték a vízenergia jelentőségét. A Vrchlice és a Bylance folyók környékén összesen vagy 25 gabonamalom üzemelt (a Vrchlicén 16, a Bylancén 9), amelyeket rendszerint a folyók, patakok áramlása működtetett a különféle bányászati és halászati eszközök mellett, ritkábban alkalmazták a szélenergiát. Ezekből az egykori vízikerék hajtású malmokból mára már nagyon kevés maradt meg, többségüket teljesen megette a természet, csak egy kevéske rom árulkodik az egykori létezésükről. Emellett a különféle építkezések során is felhasználták az építőanyagaikat, vagy teljesen más új épületet húztak fel a helyükre. Az egykori malmok közül az egyik ilyen szép kimagasló építmény a 15. század elején épült Komorácovky, Miránkovsky és Josefyho malmok maradványa, ezeket később együttesen "Új Malom"-nak nevezték el. Ezek a malmok is a folyó sodrása által működtetett vízikerék hajtással üzemeltek, majd a 20. század elején a vízikerék hajtást modern turbinák váltották fel. Az épületegyüttes első tulajdonosa, bérlője a Sedlecky kolostor volt, majd az első huszita harcok után, 1426-ban Mlynár Tumovi (Miller Tuma) volt a tulajdonos. A 19. században Jan Krystof Breüer (John Christopher Breuer), a pamutfestő gyár tulajdonosa vásárolta meg a malmot, amelyben a második világháború végéig festőüzemet működtetett.[forrás?]

## Látnivalók
- Szent Borbála katedrális (késő gótikus stílus, a bányászok védőszentjének szentelve. Építésének kezdete: 1388, Johann Parler és Peter Parler); mai alakjában a 15. század végének remeke;[2]
- Jezsuita kollégium (építette Domenico Orsi, 1667–1700)
- Olasz udvar vagy walesi udvar (13. század vége, a királyi rezidencia része volt)
- Szent Jakab-templom (gótikus, 14. század)
- Hrádek (Kis kastély, késő gótikus, 14–16. századi épület, benne a Cseh Ezüstmúzeummal)
  - A bányamúzeum kezeli az egykori bánya konzervált, látogatható részét is. A mintegy 250 méteres földalatti út tárlói bemutatják, hogyan lett az ezüstércből érme.
- Kőház (Kamenny dum), 15. század, Csehország egyik leggazdagabb múzeuma 1902 óta)
- Főtér patríciusházakkal és gazdagon díszített kőkúttal.

### Sedlec városrészben
- Miasszonyunk katedrális. A gótikus katedrális a Kutná Horában lévő ciszterci kolostorhoz tartozott. A templom építése Heidenreich apát idején kezdődött 1290-ben. A francia katedrálisok ihlette székesegyház építése még az apát életében, 1320-ban befejeződött. Érdekes az a látszólagosan feloldhatatlan ellentmondás, ami a gótikus katedrális gazdag díszítettsége és a ciszterciek szerénységet hangsúlyozó elvei között feszül. Architektonikai szempontból ez a kolostortemplom a legfigyelemreméltóbb gótikus építmény a mai Csehország területén, mivel itt számos építészeti elem egyedi módon jelenik meg. (Legalábbis ez a jelenlegi tudományos álláspont, bár nem teljesen biztos, hogy néhány ezek közül nem Santini ötlete) A prágai Szent Vid katedrális befejezése előtt ez lett az első katedrális cseh földön.

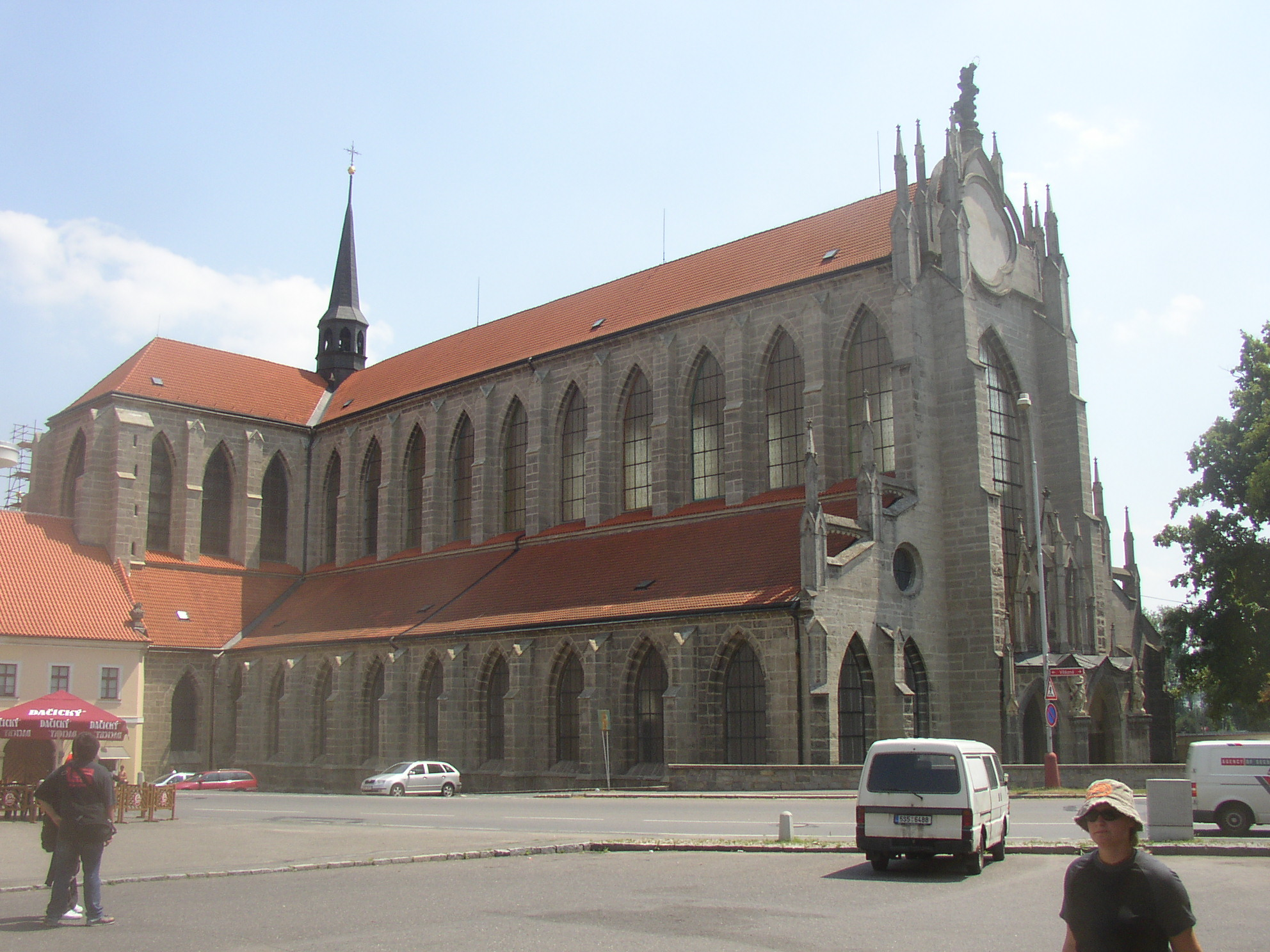
Miasszonyunk katedrális–északnyugati látkép

1421-ben a husziták felégették a katedrálist, amely azután 279 évig romos állapotban volt egészen addig, míg Jindřich Snopek apát elkezdte a kolostor barokk felújítását. A templom rekonstrukcióját 1700-ban kezdte Pavel Ignác Bayer jihlavai mester, de közben meghívást kapott Jan Blažej Santini-Aichel prágai építész, aki megtartotta, sőt továbbépítette a templom gótikus jellegét a maga barokk szellemében.Miasszonyunk katedrális–északnyugati látképA székesegyház felújítása, amely 1709-ben fejeződött be, Santini első jelentős műve lett, és ajtót nyitott előtte a Plasy és a Žďár nad Sázavou területén lévő cisztercita kolostorokhoz.
A 18. század  derekára elkészült a templom belső díszítése is, amin Petr Brandl, Michael Leopold Willmann, Jan Kryštof Liška, Jan Jakub Stevens ze Steinfelsu, Juda Tadeáš Supper festők, Matěj Václav Jäckel szobrász és még mások dolgoztak.
 Miután II. József 1783-ban bezáratta a ciszterciek kolostorát, a templomot bezárták. Átvette azonban a közelben ledöntött Szent Fülöp és Jakab templom plébániát ellátó szerepét.
1995-ben a katedrális Kutná Hora többi műemlékével együtt a Világörökségek listájára került. 2001 óta szerepel a templom a Cseh Köztársaság Építészeti Öröksége programban, ami gondoskodik a karbantartásáról.
- A Miasszonyunk katedrális környéke:

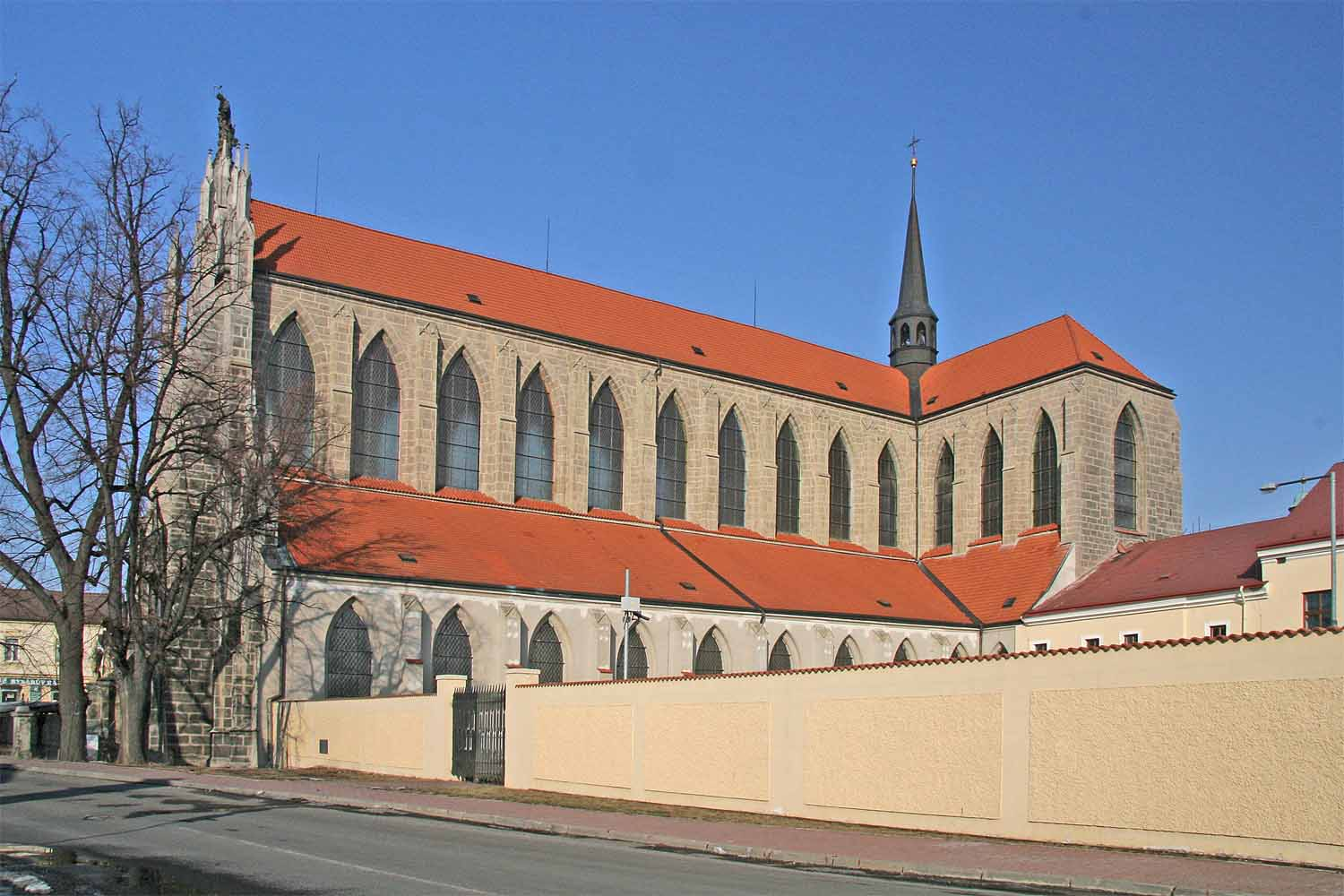
Miasszonyunk katedrális–délnyugati látkép

A déli oldalról paradicsomi kert kapcsolódott a katedrálishoz nyitott folyosókkal és gyülekezeti termekkel.Miasszonyunk katedrális–délnyugati látképA székesegyháztól keletre volt az apát háza és kápolnája, északkeletre pedig a mára elpusztult szent Kozma és Damián kápolna, amelyet a 15. század elején építtetett Albík prágai püspök. A katedrálistól nyugatra, kissé távolabb a templomtól volt egy gótikus magtár, amelyet a császári főút építése miatt romboltak le.
A katedrális közelében állt a hozzá tartozó kórház, északnyugatra pedig a Szent Fülöp és Jakab templom, amely napjainkra töredékesen maradt fenn a jelenlegi plébánia falaiban. A kolostor tágas környezetében volt még egy temető is, és a Mindenszentek kápolnája csontgödörrel.
1709–1759 között új gyülekezeti termet építettek, és barokk stílusban felújították a kolostort. Ez a hatalmas falfestményekkel díszített terem a katedrálistól keletre áll, és szárnyakkal kapcsolódik hozzá. Miután 1783-ban a jozefinista reformok miatt bezárták a kolostort, ezt a termet dohányfeldolgozó üzemmé alakították át, és máig az maradt.
- Mindenszentek kápolnája: a város külterületén helyezkedik el, egy temető közepén. A temetőben, 3,5 hektáron helyezték örök nyugalomra az 1318-as pestisjárvány áldozatait, 30 000 embert. A templom a 14. században épült. A kápolnához tartozó csontházban főleg a huszita háborúk, a kiemelten a malesovi csata (1424) áldozatainak csontjai láthatók. Lásd: Sedleci osszárium. Még a kápolna berendezését (így az oltárt és a csillárt) is emberi csontokból faragták, hogy ezzel emlékeztessenek az emberi élet mulandóságára. A csontház belső termét Karl Schwarzenberg herceg költségén díszítették ki (1870), 12 000 guldenbe került.

## Kutná Hora testvérvárosai
- Eger, Magyarország
- Fidenza, Olaszország
- Körmöcbánya, Szlovákia
- Ringsted, Dánia
- Stamford, Nagy-Britannia
- Tarnowskie Góry, Lengyelország

## Népesség
A település népessége az elmúlt években az alábbi módon változott:
| Lakosok száma | 12 747 | 19 506 | 19 112 | 16 835 | 20 927 | 20 349 | 20 405 | 20 653 | 20 450 | 21 642 |
|               | 1869   | 1900   | 1921   | 1961   | 1980   | 2014   | 2017   | 2020   | 2022   | 2025   |

## Fordítás
- Ez a szócikk részben vagy egészben  a   Kostel Nanebevzetí Panny Marie (Sedlec) című cseh Wikipédia-szócikk ezen változatának fordításán alapul.  Az eredeti cikk szerkesztőit annak laptörténete sorolja fel. Ez a jelzés csupán a megfogalmazás eredetét és a szerzői jogokat jelzi, nem szolgál a cikkben szereplő információk forrásmegjelöléseként.

## Galéria

A Miasszonyunk katedrális
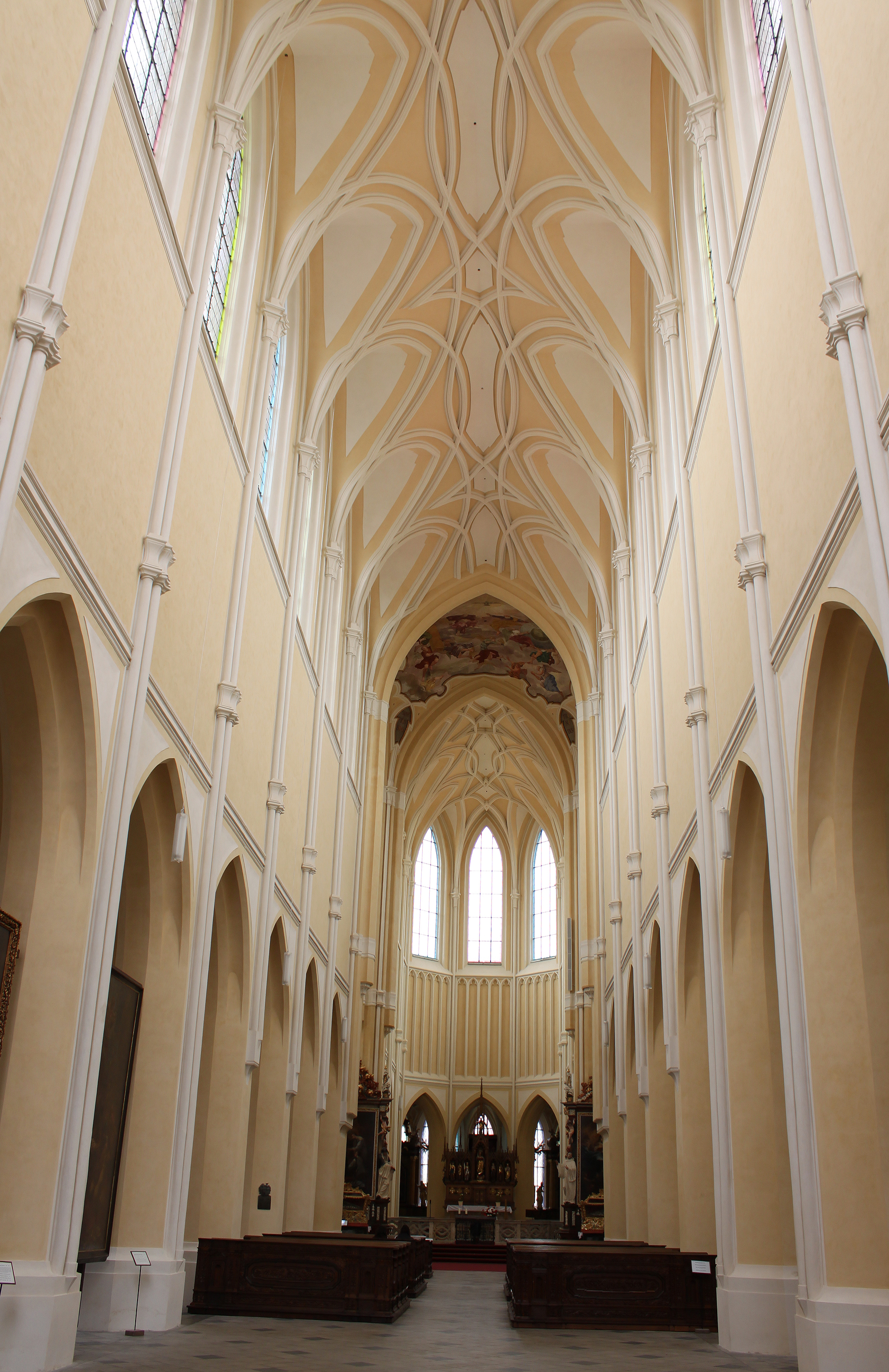
A katedrális főhajója
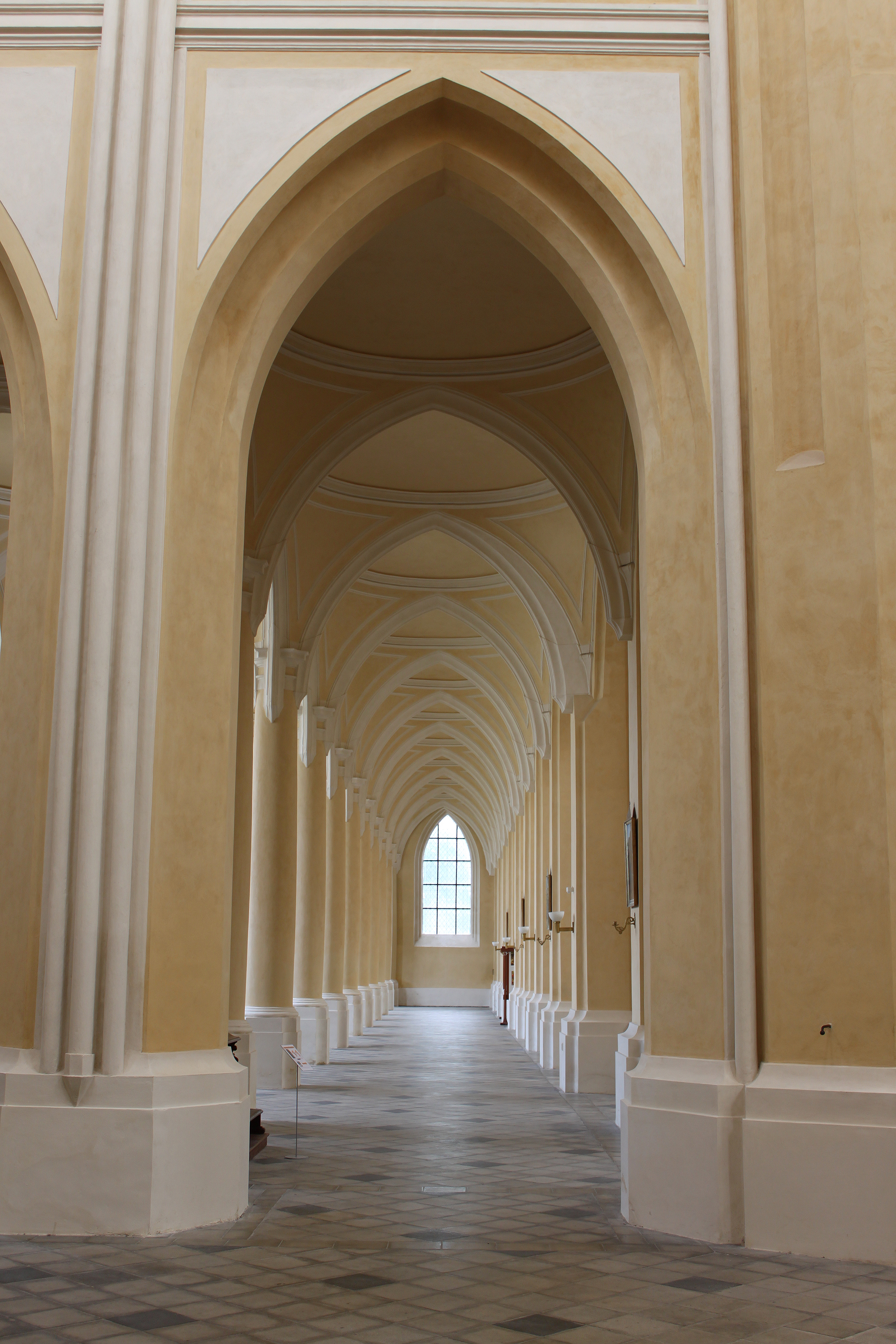
A katedrális mellékhajója
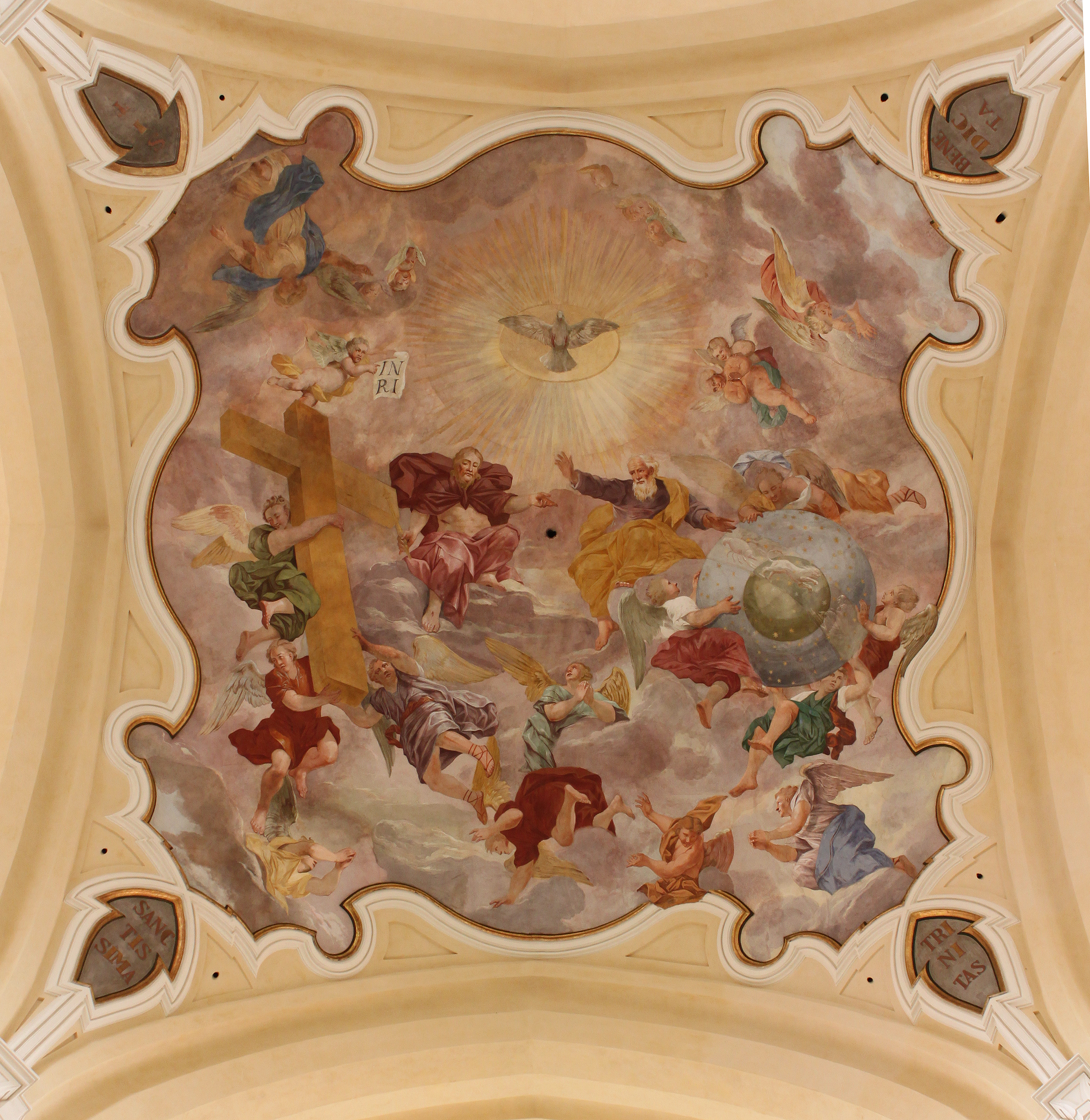
A kupola mennyezetfreskója
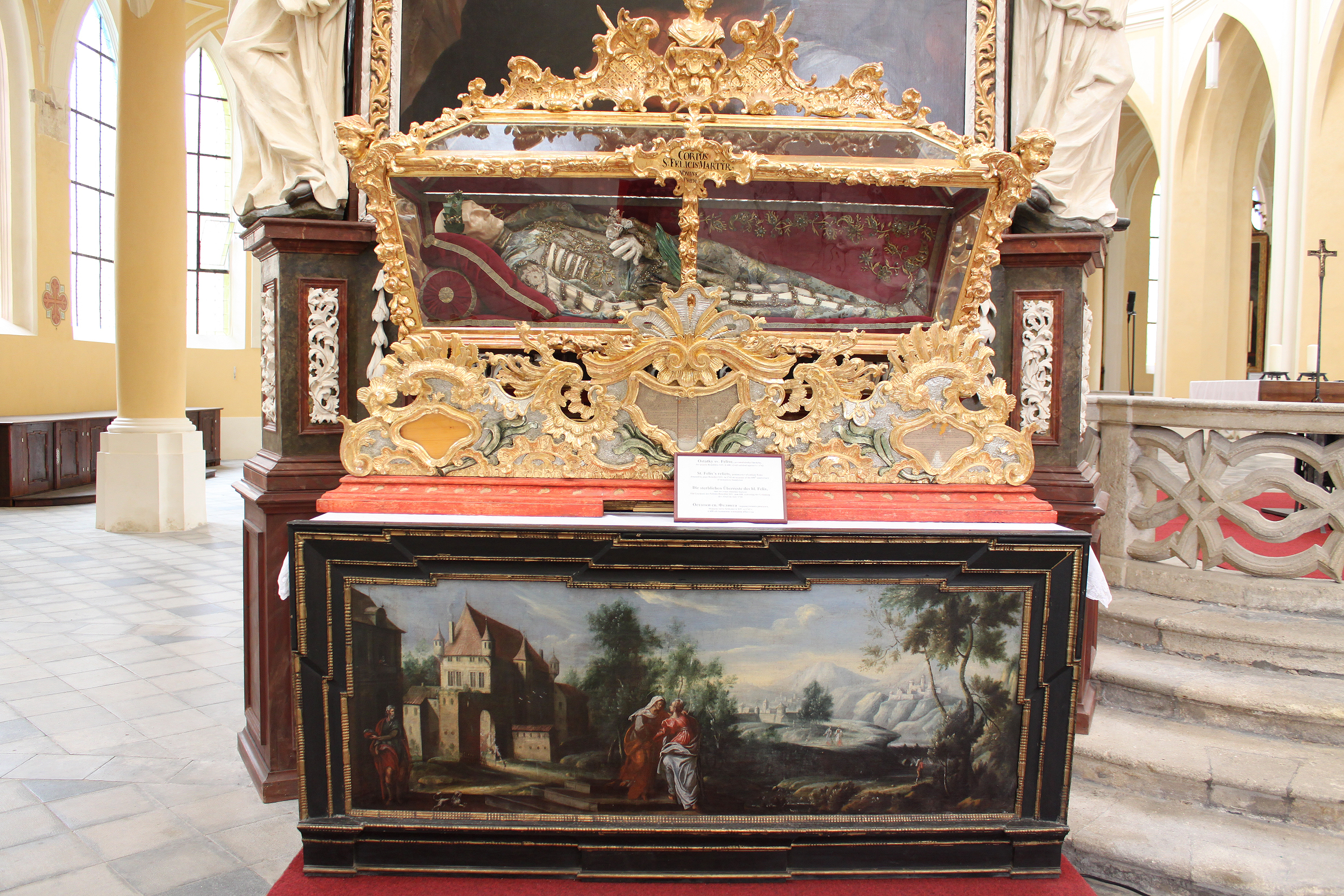
Szent Félix ereklyéje
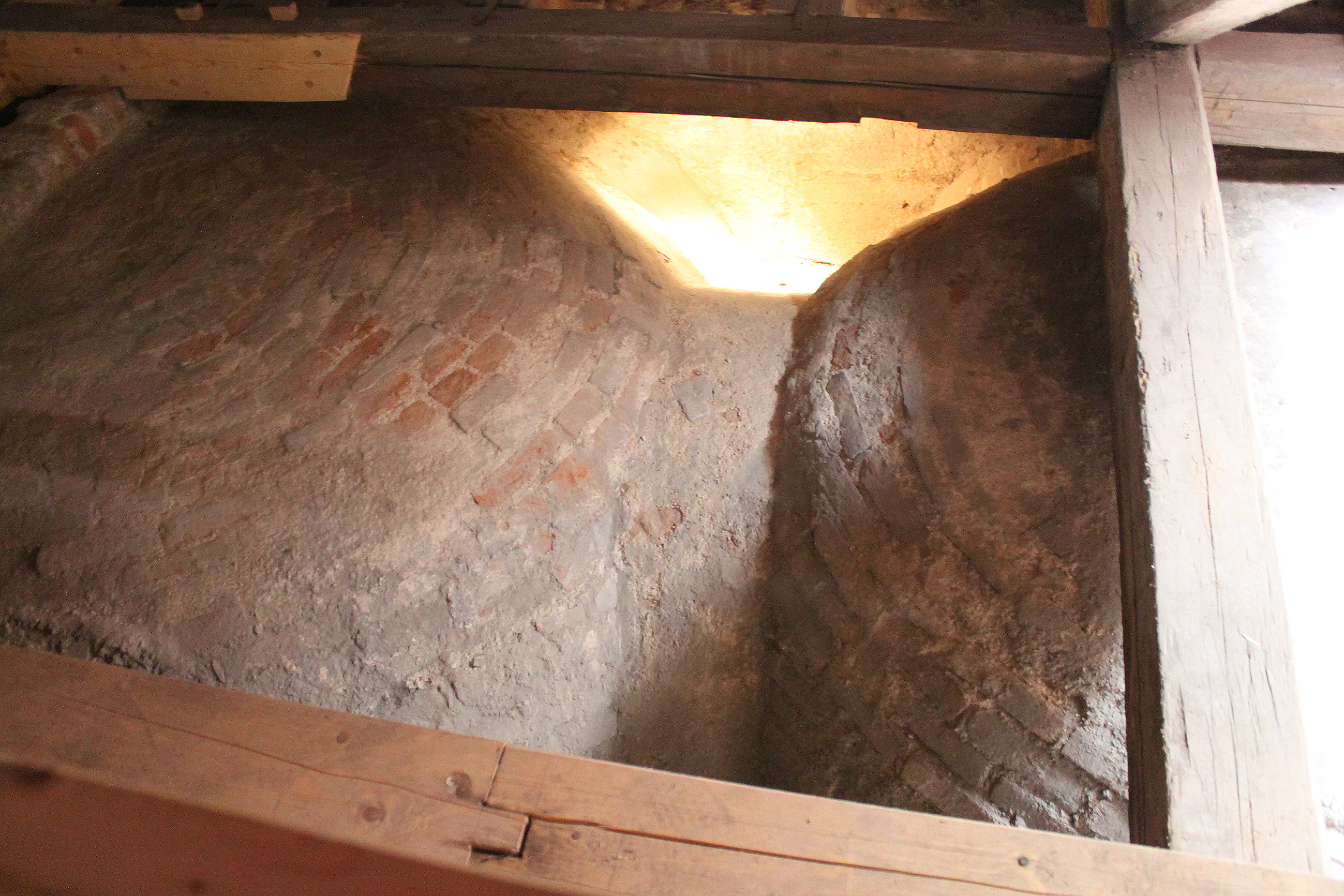
A mellékhajó kupolái a fedélszékben
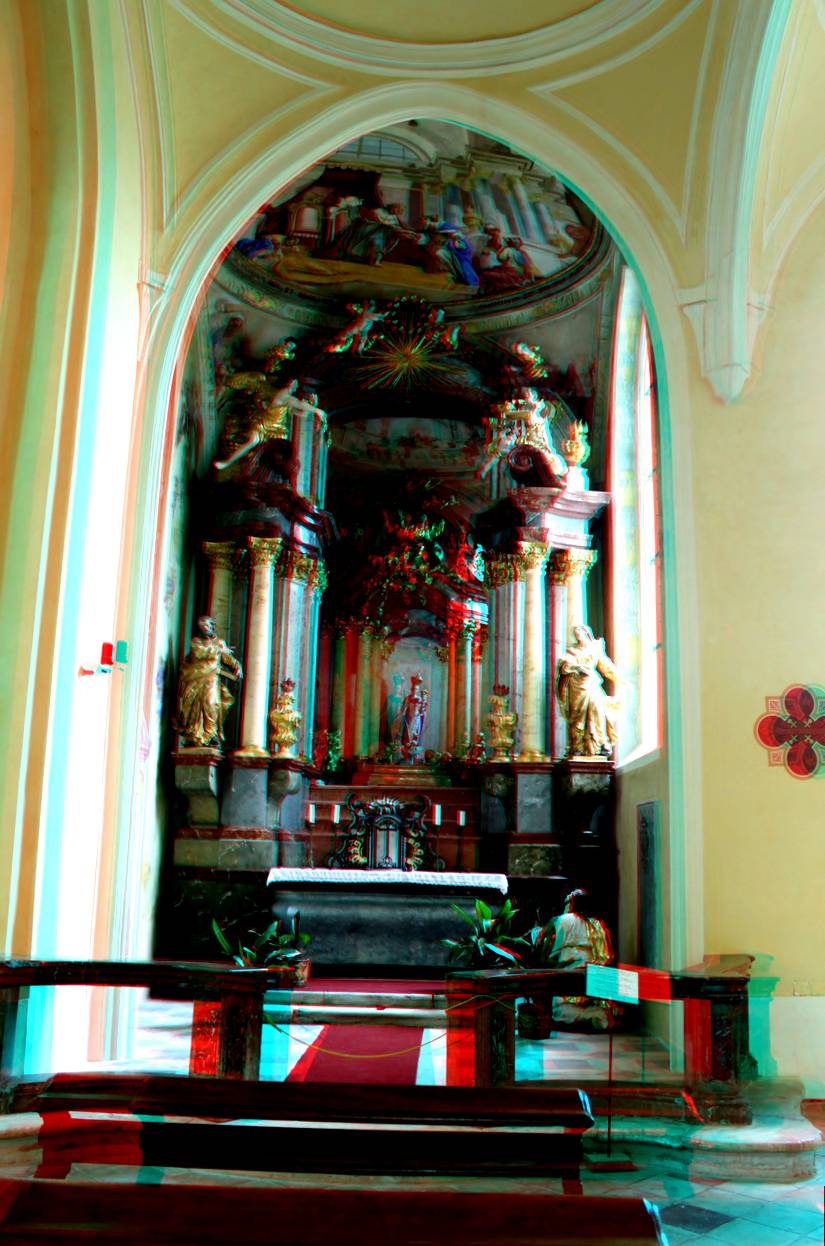
Oltár a mellékhajóban
( 3D kép)